# تپه ده‌اعظم
تپه ده اعظم مربوط به دوره اشکانیان است و در شهرستان کرمانشاه، بخش کوزران، دهستان سنجابی، روستای ده اعظم واقع شده و این اثر در تاریخ ۲۷ اسفند ۱۳۸۶ با شمارهٔ ثبت ۲۲۴۲۹ به‌عنوان یکی از آثار ملی ایران به ثبت رسیده است.